# Talsperre San Lorenzo
Die Talsperre San Lorenzo (span. Represa San Lorenzo), auch als Represa de Los Cocos bekannt, liegt am Río Chipillico im Nordwesten Perus in der Region Piura. Die Talsperre befindet sich in den westlichen Ausläufern der peruanischen Westkordillere 70 km nordöstlich der Regionshauptstadt Piura. Sie dient in erster Linie der Bewässerung von etwa 57.500 ha Anbaufläche in der abstrom gelegenen Ebene südlich des Río Chira sowie entlang dem weiter südlich verlaufenden Río Piura.

## Talsperre
Die Talsperre San Lorenzo wurde 1959 fertiggestellt. Sie befindet sich im Distrikt Las Lomas der Provinz Piura am Flusslauf des Río Chipillico. Flussabstrom, 5 km westsüdwestlich, liegt die Kleinstadt Las Lomas.
4 km östlich des Stausees befindet sich die Ortschaft Chipillico oberstrom am gleichnamigen Fluss. Die Kronenlänge liegt bei etwa 745 m, die Kronenhöhe bei 296 m.

## Stausee
Der Stausee Reservorio San Lorenzo liegt auf einer Höhe von etwa 291 m. Der südwestliche Teil des Stausees gehört zum Distrikt Tambogrande. Der Río Chipillico mündet in das östliche Ufer des Stausees. Das natürliche Einzugsgebiet des Stausees umfasst eine Fläche von etwa 625 km². Der Stausee hat eine maximale Fläche von 15,4 km². Er ist bis zu 6 km lang und besitzt eine maximale Breite von 2,9 km. Die maximale Seetiefe beträgt 38 m. Die ursprüngliche Speicherkapazität betrug 258 Mio. m³, davon waren 252,7 Mio. m³ nutzbar. Aufgrund Sedimentation verringerte sich das nutzbare Speichervolumen allmählich und betrug Anfang der 2000er Jahre etwa 201 Mio. m³.

## Kanalsystem
Vom Río Quiroz wird seit 1954 über einen etwa 16 km langen Tunnel Wasser der Quebrada Totoral, ein Nebenfluss des Río Chipillico, zugeleitet und vergrößert dadurch den Zufluss in den Stausee. Anderthalb Kilometer unterhalb der Einmündung der Quebrada Totoral in den Río Chipillico wird an einem Wehr (⊙) ein Teil des Wassers über den Canal Quiroz nach Süden umgeleitet. Der Kanal führt am südöstlichen Seeufer vorbei und speist weiter südlich einen Zufluss des Río Piura.
Direkt unterhalb des Staudamms gelangt das Wasser in den Canal Yuscay. Dieser führt zum 11,3 km südwestlich gelegenen Repartidor Yuscay (⊙). Von dort fließt ein Teil des Wassers über den Canal Tajedores sowie den Canal Tambo Grande nach Süden und erreicht nahe der Stadt Tambogrande das mittlere Flusstal des Río Piura. Der restliche Teil des Wassers wird über den Canal Tablazo nach Südwesten geleitet und dient der Bewässerung des Gebietes östlich der Stadt Sullana.

## Ökologie
Aufgrund der Starkregenereignisse in den El-Niño-Jahren wurden die Kanäle zum Teil beschädigt. Ferner gibt es seit Ende 2020 in den Stauseen San Lorenzo und Poechos Wassermangel, so dass deren Wasser nicht mehr für Bewässerungszwecke zur Verfügung steht.